# Антиквар
Антиквар (од латинског: antiquarius) је љубитељ или истраживач старина - антиквитета. Тачније, овај термин се користи за људе који истражују историју обраћајући посебну пажњу на артефакте, археолошке и историјске локалитете или историјске архиве и рукописе. Суштина антикварства је фокус на емпиријске доказе о прошлости и можда га најбоље илуструје мото који је изнео антиквар из 18. века Ричад Колт Хоаре, "ми говоримо из чињеница, не теорије".
Данас се овај термин се често користи као пежоратив када се односи на уски фокус истраживача који не обраћају пажњу на историјски контекст.

## Историја

### Антикварство у древној Кини
Током Сунг династије (960—1279), научник Оујанг Сју (1007—1072) је истраживао наводне древне артефакте попут натписа на бронзи и камену. Сју је био пионир епиграфике.
Каогуту (考古圖) или "Илустровани каталог истражене антике" из 1092. године који је саставио Лу Далин (呂大臨) (1046—1092) је један од најстаријих познатих каталог који је систематски описао и класификовао откривене древне артефакте. Други каталог, Чонг хју Хуанхе богуту (重修宣和博古圖), сачињен од 1111. до 1125. по наређењу цара Хуизонга од Сунга (1100 – 1125) је имао илустрације више од 840 артефакаа.
Интерес за истраживање античких предмета и артефаката је опао након Сунг династине, али је поново оживљен током династије Ћинг.

### Антикварство у Античком Риму
У Античком Риму је постојао јак осећај традиционализма који је подстакао интересовање за проучавање споменика прошлости; Ливије користи реч monumenta у смислу "античких ствари". Књиге које су писане су се бавиле темама као што су порекло обичаја, религиозних ритуала и политичких институција; генеалогијом; топографијом и етимологијом. Анали су могли да садрже делове који су се односили на ове теме, али анали су хронике по структури и Римски историчари као што су Тит Ливије и Тацит су писали наративе без сведочанства за најраније периоде и интерпретације догађаја. Супротно од њих, антиквари раде организовано и свака нарација је кратка и илустративна у форми анегдоте.
Неки од значајнијих римских писаца који су се бавили антикварством у свом раду су Варон, Плиније Старији, Ауло Гелије и Макробије. Римски цар Клаудије је публиковао антикварске радове. Неки од радова Цицерона показују интерес за антикварство, али се он првенствено бави филозофским питањима. Грчки писци су се такође бавили антикварством током Римског периода, попут Плутархах у који је написао Римска питња. Циљ Римског антикварства је прикупљање што већег броја могућих објашњења, са мањим нагласком на преношењу истине него на прикупљању доказа. Антикваре су цитирали истоичари и за многе знамо само преко ових помињања.

### Средњевековни и рани модерни антиквари
Без обзира на значај антикварског писања у књижевности Античког Рима, неки научници сматрају да антикварство званично настаје током средњег века (види историју археологије). Средњовековни антиквари понекад праве збирке натписа или евиденције споменика, али традиција коју је Варон инспирисао - "систематске збирке свих реликвија прошлости" је почео да нестаје. Антикварство се чешће повезује са ренесансом и критичком анализом класичних текстова којом су се бавили хуманистички научници, претежно класични научници. Осим критика тексова, у овом периоду се развија проучавање новца, натписа и других археолошких налаза. Антиквари су често правили колекције - кабинет куриозитета је термин за ране колекције које су се састојале од антиквитета, уметничких дела, предмета природне истоије и сувенира из далеких земаља.
Велики значај порекла у раној модерној Европи је антикварство довело у блиску везу са генеалогијом. Развој генеалогије као "научне" дисциплине (тј. одбацивање легенди које немају доказе и захтевање већих стандарда и доказа за тврдње) је био праћен развојем антикварства. Генеаолошки антиквари су увидели значај истраживања ствари које нису тексуалне, попут печата.

### 19—21. век
До краја 19. века антикварство је подељено у више специјализованих научних дисциплина: археологију, историју уметности, нумизматику, сфарагистику, филологију, литерарну критику и дипломатику. Од средине 19. века је термин антиквар почео да има негативно значење, али ипак су многи антиквари и даље носили ову титулу са поносом.

## Терминолошке разлике

### Антиквари и историчари
Од 16. до 19. века је постојала јасна разлика између интереса и активности антиквара и историчара. Антиквар се бавио реликвијама прошлости (докуменатима, артефакатима и споменицима), док се историчар бавио нарацијом о прошлости и политичких или моралним поукама за садашњост. Антиквар је морао да се бави критичким истраживањем извора, док су се историчари бавили филозофским и литерарним реинтепретацијама наратива. Френсис Бејкон је 1605. године описао "читање" прошлости на основу антиквитета као "несавршену историју". Ове разлике су почеле да нестају у другој половини 19. века када се појавила и раширила школа емпиријске историје засноване на изворима коју је бранио Леополд фон Ранке. Данашњи историчари користе низ техника које су развили антиквари.

### Антиквари и антиквитети
У многим европским језицима, укључујући српски, реч "антиквар" (или њен еквивалент) је променио значење у модерном времену и данас означава човека који тргује или сакупља ретке и старе књиге и предмете. Ово није случај у свим језицима, попут енглеског, у ком је антиквар (енгл. antiquarian) човек који изучава древне књиге, документа, артефакте или споменике.